# Abessiv
Der Abessiv ist ein Kasus in finno-ugrischen Sprachen, der das Nichtvorhandensein bezeichnet. Der Name des Kasus stammt vom lateinischen Wort abesse „abwesend sein“.
Im Deutschen entspricht die Bedeutung dieses Kasus dem Akkusativ mit der Präposition ohne.
Alternative Fachtermini sind Karitiv (von lateinisch carēre „sich enthalten“) bzw. Privativ (von lateinisch privāre „berauben“), diese Bezeichnung wird aber auch für Affixe benutzt, die denselben Zweck erfüllen, aber keinen Kasus darstellen, siehe Privativ. Vom Karitiv spricht man besonders bei kaukasischen Sprachen.
Auch andere Sprachen der Welt bilden derartige Formen, teils als Kasus, teils als Adjektivsuffixe.

## Finnisch
Im Finnischen hat er die Endungen -tta bzw. -ttä. Z. B. talotta „ohne Haus“, syyttä „ohne Grund“. Die Endung richtet sich nach der Vokalharmonie. Bei Wörtern mit Stufenwechsel wird die Endung an die „schwache“ Stufe angehängt. Im heutigen Finnischen wird der Abessiv relativ selten verwendet und meistens durch die Präposition ilman mit dem Partitiv ersetzt oder als Nomen ausgedrückt (zum Beispiel rahaton „Person ohne Geld“; koditon „Person ohne Zuhause“, „obdachlos“). Die Personalpronomen stehen gänzlich ohne Abessiv, wie z. B. ilman meitä „ohne uns“ anstatt meittä.
Der Infinitiv III des Finnischen kann neben seiner Verwendung mit einigen Lokalkasus auch mit dem Abessiv stehen, wie z. B. antamatta „ohne zu geben“.

## Estnisch
Im Estnischen hat der Abessiv die Endungen -ta bzw. im Plural -teta oder -deta. Z.B. rahata „ohne Geld“.

## Mordwinisch
Im Mordwinischen hat der Abessiv die Endungen -втомо (Ersja) bzw. -фтома (Mokscha).

## Adjektivsuffixe
Hier sind einige Sprachen aufgeführt, in denen Adjektivsuffixe verwendet werden, deren Übersetzung aber teilweise mit der Präposition „ohne“ steht, und deswegen wie ein Kasus aussieht. Diese Affixe, die auch als Präfixe auftreten können, bezeichnet man als Privative.

### Ungarisch
Im Ungarischen gibt es keine Endung, die den Abessiv ausdrücken würde.
Die Endung -etlen bzw. -atlan formt das Nomen in ein Adjektiv um und bedeutet so viel wie „-los“.
Der Abessiv wird durch die Postposition nélkül ausgedrückt.

### Türkisch
Im Türkischen fehlt der Abessiv ebenso. Es handelt sich dabei also um ein Derivationssuffix, das wegen der Vokalharmonie in einer der vier Varianten -siz/-sız/-suz/-süz auftritt. Z.B. bedeutet araba der Wagen, arabasız ‚ohne Wagen‘; ev ist das Haus/Wohnung, evsiz bedeutet ‚wohnungslos‘, kann aber auch ‚obdachlos‘ oder gar ‚Obdachloser‘ bedeuten (evsizler wäre dann der Plural). Das Suffix drückt also das Gegenteil der Endung -li aus.